# 麓山寺
麓山寺（ろくざんじ）は、中華人民共和国湖南省長沙市の岳麓山にある仏寺。

## 歴史
西晋の泰始4年（西暦268年）に建立された。岳麓山山麓に創建された慧光明寺が麓山寺の起源であるとされ、開山祖師は竺法崇である。1983年に漢族地区仏教全国重点寺院に指定された。同じ年の10月10日に第一批湖南省文物保護単位に指定された。

## 伽藍
- 山門
- 弥勒殿：弥勒菩薩
- 本堂：釈迦、五百羅漢
- 観音閣：千手千眼観音菩薩

## 国寶
- 唐李邕「麓山寺碑」

- 山門
- 弥勒殿
- 本堂
- 本堂
- 観音閣
- 観音閣
- 釈迦像
- 千手千眼観音菩薩像
- 阿羅漢像

## 主な住僧
- 竺法崇（西晋、開山祖師）
- 法導（西晋）
- 法愍（西晋）
- 智顗（隋）
- 摩訶衍那（唐）
- 妙光（明）
- 憨山德清（明）
- 智檀（清）
- 文惺（清）
- 弥嵩（清）
- 天放（清）
- 笠雲（清）
- 聖輝（今住持）